# Willy Rosen
Willy Rosen (18 de julio de 1894 - 28 de octubre de 1944 - según otras fuentes el 30 de septiembre de 1944-) fue un artista de cabaret, compositor y letrista alemán. Fue uno de los artistas de mayor fama de la Alemania de los años 1920.

## Biografía
Nacido en Magdeburgo, Alemania, su verdadero nombre era Wilhelm Julius Rosenbaum. Sus padres eran Amelie Mercker y el comerciante Arthur Rosenbaum, de ascendencia judía. Él estudió en el gimnasio König-Wilhelm de Magdeburgo y aprendió piano. Luego pasó un período de aprendizaje en Berlín con la empresa textil Kleider en gros.
En 1915, durante la Primera Guerra Mundial, fue enviado al frente oriental en Rusia, donde sirvió en infantería y fue herido. Allí escribió pequeños textos y canciones para representarse en un teatro del frente.

### República de Weimar
En 1919 volvió a Berlín, empleándose nuevamente en la industria textil, aunque por las noches actuaba en cafés. Ese mismo año tuvo una primera actuación en el cabaret Schwarzer Kater. Otros cabarets en los que actuó fueron el Die Spinne, el Rakete y el Kabarett der Komiker, fundado en 1924. Colaboró con el editor musical Wilhelm Meisel y con Harry Waldau, Paul O’Montis y Peter Sachse. A partir de 1924 escribió sus propias piezas musicales, y sus frecuentes actuaciones y acompañamientos de películas mudas le dieron una creciente popularidad. Willy Rosen combinaba melodías pegadizas con textos ingeniosos, y pronto actuó en los grandes escenarios alemanes. Además de actuar por Alemania, viajó en gira por Suiza, Holanda, Dinamarca, Checoslovaquia y Bélgica. También trabajó para la radio, compuso música para las nuevas películas sonoras (en alguna de las cuales actuó haciendo papeles de reparto), y se editaron más de 50 discos suyos.
En 1927 participó con gran éxito en la exposición de teatro que tuvo lugar en Magdeburgo, y a la cual fue invitado por el alcalde de la ciudad, Hermann Beims. Además, Rosen ganó en dos ocasiones el violín de oro del festival de música Deutschen Schlagerwettbewerb.
Rosen decidió en septiembre de 1931 adoptar el nombre artístico por el cual fue conocido, abandonando el apellido Rosenbaum .

### Nacionalsocialismo
Al producirse el Machtergreifung, la llegada al poder de los Nazis, a Rosen se le prohibió trabajar en Alemania. En un principio dio algunas actuaciones en el extranjero, pero volvió a Berlín en 1936. Tras haber vivido en Suiza, Austria y Checoslovaquia, en 1937 decidió emigrar a Holanda, estableciéndose en Scheveningen. Allí fundó un teatro para los emigrantes berlineses, el Theater der Prominenten. En el conjunto se incluían Siegfried Arno, Trude Berliner, Rita Georg, Max Ehrlich, Hortense Raky, Willy Stettner, Szöke Szakall y Erich Ziegler. 
El teatro fue prohibido en 1942 tras la ocupación de Holanda por Alemania. Su amigo Kurt Robitschek organizó conciertos en Nueva York en solidaridad con Rosen, recabando fondos en su ayuda. La huida de Europa, sin embargo, ya no fue posible. Rosen fue encarcelado en el campo de Westerbork, en donde participó en representaciones teatrales junto a Max Ehrlich. De allí fue llevado a la Magdeburger Kaserne en el Campo de concentración de Theresienstadt. Posteriormente fue deportado a Auschwitz, y el 28 de octubre de 1944 fue asesinado en la cámara de gas del campo de concentración.

## Música
- Eine schöne weiße Chrysantheme, Schlager, 1928.

Rosen publicó más de 50 discos a lo largo de su vida. Algunas de sus obras se editaron en formato CD.
- Willy Rosen – Text und Musik von mir, 23 piezas
- Willy Rosen – Wenn ich den Text nicht weiter kann … 1925–1935, 24 piezas

## Filmografía (selección)

### Actor
- 1930 : Die zärtlichen Verwandten
- 1932 : Aafa Kunterbunt II

### Compositor
- 1933 : Manolescu, der Fürst der Diebe